# Ivan Heshko
Ivan Heshko – en ukrainien : Іван Тарасович Гешко, et en anglais : Ivan Heshko – , né le 19 août 1979 dans l'oblast de Tchernivtsi, est un athlète ukrainien, spécialiste du 1 500 m.

## Records personnels
- 800 m : 1:45:43.
- 1 000 m : 2:19:04.
- 1 500 m : 3:30:33.
- Mile : 3:50:04.
- 2 000 m : 5:03:91.
- 3 000 m : 7:52:33.

## Palmarès

### Jeux olympiques d'été
- Jeux olympiques d'été de 2004 à Athènes ( Grèce)
  - 4e sur 800 m
  - 5e sur 1 500 m

### Championnats du monde d'athlétisme
- Championnats du monde d'athlétisme de 2003 à Paris ( France)
  -  Médaille de bronze sur 1 500 m
- Championnats du monde d'athlétisme de 2005 à Helsinki ( Finlande)
  - 4e sur 1 500 m

### Championnats du monde d'athlétisme en salle
- Championnats du monde d'athlétisme en salle de 2004 à Budapest ( Hongrie)
  -  Médaille d'argent sur 1 500 m
- Championnats du monde d'athlétisme en salle de 2006 à Moscou ( Russie)
  -  Médaille d'or sur 1 500 m

### Championnats d'Europe d'athlétisme
- Championnats d'Europe d'athlétisme de 2002 à Munich ( Allemagne)
  - éliminé en séries sur 1 500 m